# Hymenomima schisticolor
Hymenomima schisticolor är en fjärilsart som beskrevs av W. Warren 1904. Hymenomima schisticolor ingår i släktet Hymenomima och familjen mätare. Inga underarter finns listade i Catalogue of Life.